# ユージン・オニール
ユージン・グラッドストーン・オニール（英語: Eugene Gladstone O'Neill, 1888年10月16日 - 1953年11月27日）は、アメリカ合衆国の劇作家。アメリカの近代演劇を築いた劇作家として知られる。1936年、ノーベル文学賞受賞。父親はアイルランド系で俳優のジェームズ・オニール（James O'Neill）。

## 生涯

### 誕生から放浪の青年期まで
ニューヨーク市のホテルで誕生する。父は有名舞台俳優で、母は女子修道院学校時代にはピアニスト志望だったこともある専業主婦。ユージン・オニールの家族はコネチカット州のニューロンドンに夏別荘を所有していた。オニールの最初の記憶は、夏の間そこで過ごしたことであった。
オニールは父親の旅公演について回って幼児期を過ごした。カトリック系の寄宿学校を出て、1906年プリンストン大学に入学するが勉強には興味がなく、もっぱら「読書・酒・女」の日々を過ごす。1907年、大学を中退。ニューヨークの通信販売の会社で働き始めるが直ぐに退職。その後、性急に結婚。金鉱発掘の助手、父親の劇団の俳優や助手、ニューロンドンの新聞記者など、さまざま職を転々とした。数年間にわたり船乗りとして働いたこともあり、その時期の経験は、オニールの戯曲中に題材として何度も取り上げられている。
1912年、結婚の破綻、ままならぬ自立などを抱えて、自己嫌悪に駆られ2月に自殺を図るが未遂。10月に離婚成立。軽度とはいえ当時は死にいたる病であった結核と診断され12月入院。6ヶ月ほど療養生活を送った。療養中に戯曲を書くことを思い立ち、処女作『クモの巣』(The Web)を執筆する。
退院後、1914年から1915年の間、ハーバード大学の演劇学教授ジョージ・ピアス・ベイカーが主催する「47ワークショップ」に参加し、劇作を学んだ。このワークショップは、多数の劇作家・演出家・舞台美術家を世に送り出し、アメリカ演劇の発展に貢献した。

### デビューからブロードウェイ進出まで
19世紀から20世紀初頭にかけてのアメリカ演劇は、ブロードウェイを中心とする商業主義・娯楽主義の支配下で停滞しており、世界的に注目されるような卓越した作品がほとんど生まれなかった。演劇人側から、この停滞を打破し芸術的改革をおこなおうとする動きはあった。そのアメリカ演劇が、ヨーロッパのようにリアリズムを作劇に取り入れて具体的に「近代化」するのは、劇作家ユージン・オニールの登場と時期を同じくする。
1916年、マサチューセッツ州プロビンスタウンに拠点を置く小劇場劇団を、オニールは自作の戯曲を持って訪れた。劇団員による朗読の後、オニールは熱烈に迎え入れられ、その戯曲を上演することになった。これが、演劇の改革を志していた劇団の一つプロビンスタウン・プレイヤーズとオニールの出会いである。
その時朗読された作品が、オニールのデビュー作『カーディフを指して東へ』(Bound East for Cardiff)である。オニール本人もこの劇に出演した。英国のカーディフ港に向かう貨物船の船倉を舞台とする一幕劇。主人公の老水夫は死の床の中、人生に絶望している。主人公は見果てぬ夢を抱いたまま、カーディフに着く前に死に至る。オニール自らが船員だった経験を活かし、その生活を当時としては革新的なリアリズムの手法で提示しつつ、夢・希望・友情・孤独・絶望などについて描いている。この戯曲は同年に埠頭を改造した小劇場で上演され、大好評をもって観客に受け入れられた。
この成功を足がかりに、プロビンスタウン・プレイヤーズはオニールと共にニューヨークへ進出。グリニッジ・ヴィレッジに劇場をつくり、オニール作の一幕劇を次々に発表し、劇団・劇作家共に注目を集めていった。その多くは、船員時代の経験に題材を取ったものだった。この活動は、後にオフ・ブロードウェイ運動の始まりの一つであるとみなされるようになった。この時期、交友仲間の一人である作家志望のアグネス・ボウルトンと再婚。
1920年、オニールにブロードウェイでの上演の機会が訪れた。三幕劇『地平線の彼方』(Beyond the Horizon) である。この戯曲はブロードウェイのモロスコ劇場で160回上演された。人生に失敗した主人公が夜明けと共に死を迎えるという暗い内容のリアリズム劇にもかかわらず、ブロードウェイで成功を収めたことは、当時としては特筆に値する。オニールはこの戯曲でピューリッツァー賞を受賞した。

### 中期
『地平線の彼方』がブロードウェイで上演された同じ1920年の11月、オニールはプロビンスタウン・プレイヤーズによって一幕劇を発表した。『皇帝ジョーンズ』(The Emperor Jones)である。脱獄囚の黒人が、西インド諸島のある島で皇帝として君臨する。しかし反乱が起き、脱出をはかり、ジャングルをさまよったあげくに殺される。オニールは、カール・ユングの提唱する「集合的無意識」などの学説を参考にしつつ、主人公ジョーンズが追いつめられる心理を表現主義的技法で描いた。ニューヨーク小劇場のネイバーフッド・プレイハウスで上演されたこの劇は、5年後にロンドンでも上演され、オニールの名を世界に知らしめるきっかけになった。
さらに同じ年の12月、オニールの戯曲『別物』(Diff'rent)がプロビンスタウン・プレイヤーズによって上演された。この劇は一ヶ月後にブロードウェイで上演され、オフ・ブロードウェイからブロードウェイに進出するという図式の先駆けになった。しかし、この過程において、プロビンスタウン・プレイヤーズは、オニールを含むブロードウェイ進出を志向する者と、あくまでも小劇場運動を続けようとする者との間で分裂が起き、創始者ジョージ・クラム・クック・スーザン・グラスペル夫妻が脱退するという事態を招いた。その後もプロビンスタウン・プレイヤーズは活動を続けるが、1929年には不況の影響で閉鎖・解散することになる。
1929年、オニールは、アグネスと離婚。女優のカーロッタ・モントレーと三度目の結婚をする。

### 連作の時代から晩年まで
1932年以降、オニールは神経性疾患を患った。さらに肺疾患の兆候もあり、以降、病苦と闘いながら晩年を過ごすことになる。1936年、ノーベル文学賞受賞が決まったが、その時も入院中だった。二番目の妻アグネスとの間に生まれた娘ウーナは、喜劇王チャールズ・チャップリンの最後の妻であった。
1953年、ユージン・オニールは、ボストンのホテルの一室で死亡。
最期の言葉は、"I knew it. I knew it. Born in a hotel room, and God damn it, died in a hotel room." であった。

## 主な作品
- 『カーディフを指して東へ』 - Bound East for Cardiff (1916年初演)
  - 井上宗次, 石田英二訳. オニール一幕物集（戯曲集の一作として収録）1956年 新潮文庫
- 『長い帰りの船路へ』 - The Long Voyage Home (1917年初演)
  - 長い帰りの船路 北村喜八訳 新潮社、1925年
  - 井上宗次, 石田英二訳. オニール一幕物集（戯曲集の一作として収録）1956年 新潮文庫
- 『地平線の彼方』 - Beyond the Horizon (1920年初演)
  - 地平の彼方 清野暢一郎訳. 岩波文庫 1935年
  - 地平の彼方  竹之内明子訳, 日本教育研究センター 1997年
- 『皇帝ジョーンズ』 - The Emperor Jones (1920年初演)
  - 皇帝ジョーンス 本田満津二訳. 先驅藝術叢書6 金星堂 1925年
  - 皇帝ジョウンズ・毛猿 井上宗次訳 1953年 岩波文庫
  - 皇帝ジョーンズ 沼沢洽治, 村田元史共訳 現代世界演劇 2 白水社 1971年
- 『アナ・クリスティ』 - "Anna Christie" (1921年初演)
  - 女は歩む 戯曲「アンナクリスティ」及び「藁」 岩堂全智訳 高踏社 1927年
  - アンナ・クリスティ 石田英二訳 1951年 岩波文庫
  - アナ・クリスティ 喜志哲雄訳 オニール名作集 白水社 1975年
- 『毛猿』 - The Hairy Ape (1922年初演)
  - 獸物(けだもの) 鈴木善太郎訳 先驅藝術叢書 8 金星堂 1925年
  - 北村喜八訳 新興文学全集 第14巻 平凡社 1929年
  - 井上宗次訳 1953年 岩波文庫
  - 倉橋健訳 ノーベル賞文学全集 20 主婦の友社 1972年
- 『すべて神の子には翼がある』- All God's Chillun Got Wings（1924年初演）
  - 清野暢一郎訳 1955年 河出文庫
  - 小池規子訳 オニール名作集 白水社 1975年
  - 宮内華代子訳 世界文学全集 8 講談社 1980年7月
- 『楡の木陰の欲望』- Desire Under the Elms（1924年初演） 
  - 楡の木蔭 和田利政, 森永義一訳. 世界近代劇叢書 第5輯 金星堂 1927年
  - 楡の下の慾望 加来章子編. 文芸春秋社出版部 1927年
  - 楡の木蔭の慾情 井上宗次訳. 1951. 岩波文庫 のち「欲望」と改題
  - 楡の樹蔭の慾望 菅原卓訳 現代世界戯曲選集 第9. 白水社 1954年
  - 楡の木蔭の欲望 清野暢一郎訳 1958年 角川文庫
  - 楡の木の下の欲望 菅泰男訳 オニール名作集 白水社 1975年
  - 楡の木陰の欲望 西田実訳 世界文学全集 8 講談社 1980年7月 のち「椰子の木陰の欲望」
- 『偉大なる神ブラウン』 - The Great God Brown (1926年初演)
  - 倉橋健訳 現代アメリカ文学全集 荒地出版社 1959年
- 『長者マルコ』- Marco Millions（1928年初演）
- 『奇妙な幕間狂言（英語版）』 - Strange Interlude (1928年初演)
  - 井上宗次、石田英二訳 1939年 岩波文庫
- 『ラザロ笑えり』- Lazarus Laughed（1928年初演）
- 『ダイナモ』- Dynamo（1929年初演）
  - 志賀勝訳 新生堂 1931年
- 『喪服の似合うエレクトラ』 - Mourning Becomes Electra (1931年初演)
  - 帰郷 喪服はエレクトラに相応し 第1部 阪倉篤孝等訳. 春陽堂 1935年 世界名作文庫
  - 喪服はエレクトラに相応はし 井上宗次ほか訳 1937年 春陽堂文庫
  - 喪服の似合ふヱレクトラ 清野暢一郎訳 弘文堂書房 1940年 世界文庫 のち岩波文庫
  - 喪服の似合うエレクトラ三部作 菅泰男訳 ノーベル賞文学全集. 20 主婦の友社 1972年
- 『ああ、荒野！』 - Ah, Wilderness! (1933年初演)
  - 「ああ荒野」北村喜八訳 文芸春秋新社 1948年
- 『終りなき日々』 - Days Without End (1933年初演)
  - 「限りなきいのち」 井上宗次、石田英二訳 1938年 岩波文庫
- 『氷人来たる』- The Iceman Cometh (1946年初演）
  - 石田英二、井上宗次訳 新潮社 1955年
- 『日陰者に照る月』- A Moon for the Misbegotten（1947年初演）
  - 喜志哲雄訳 今日の英米演劇 第1 白水社 1968年
- 『夜への長い旅路』 - Long Day's Journey into Night (1956年初演)
  - 清野暢一郎訳 白水社 1956年
  - 沼沢洽治訳 世界文学大系 第90 (近代劇集) 筑摩書房 1965年
- 『詩人の血』- A Touch of the Poet（1957年初演）
- 『ヒューイー』- Hughie（1958年初演）
- 『帰らぬ船出、スパイ 海洋劇傑作集』 小稲義男訳編 海洋文化社 1941年
- 『熔接されたもの』 三好十郎訳 ノーベル賞文学叢書 今日の問題社 1941年
- 『霧』 菅原卓訳 現代世界戯曲選集 第6 白水社 1954年
- 『オニール一幕物集』
  - 「カリブ島の月」「カーディフさして東へ」「長い帰りの船路」「交戦海域」「鯨」「十字の印のあるところ」「綱」「夢小僧」「朝食前」 井上宗次、石田英二訳 1956年 新潮文庫
- 『蜘蛛の巣 一幕劇集』（高山吉張、須賀昭代監訳 宮帯出版社、京都修学社、2007年）
  - 「カリブ諸島の月」「カーディフさして東へ」「交線海域にて」「渇き」「警告」「命に代える妻」「長い帰りの旅路」「霧」「鯨油」「十字の印のあるところ」「朝食前」「無謀」「中絶」「蜘蛛の巣」「ドリーミー・キッド」「網」「映画人」「狙撃者」「砲弾ショック」「ヒューイ」 
    - 柏木敦子、志水麻衣子、山本悦子、小俣典子、鈴木豊子、原素子、松本真奈、宮脇貴栄訳.
- 『特別な人』 法政大学アメリカ演劇研究室訳 法政大学アメリカ演劇研究室、1986年7月 アメリカ演劇資料集

## 映画化された作品
- アンナ・クリスティ ANNA CHRISTIE 1930
- 巨人ジョーンズ EMPEROR JONES 1933
- 噫、初恋 AH, WILDERNESS 1935
- 初恋 1939　- 東宝映画（京都撮影所）& 新協劇団 製作　村山知義監督
- 果てなき船路 THE LONG VOYAGE HOME　1940
- サンマー・ホリデイ SUMMER HOLIDAY 1948 - 「噫、初恋」のリメイク
- 楡の木蔭の欲望 DESIRE UNDER THE ELMS 1958
- 夜への長い旅路 LONG DAY'S JOURNEY INTO NIGHT 1962